# Distretto di Doğanyurt
Il distretto di Doğanyurt (in turco Doğanyurt ilçesi) è uno dei distretti della provincia di Kastamonu, in Turchia.